# Fábrica de Melchor
Fábrica de Melchor es una localidad del estado mexicano de Guanajuato. Es parte del municipio de San Felipe.

## Demografía
| Gráfica de evolución demográfica |
|                                  |

| Censo | Población |
| ----- | --------- |
| 1900  | 469       |
| 1910  | 474       |
| 1921  | 395       |
| 1930  | 585       |
| 1940  | 707       |
| 1950  | 970       |
| 1960  | 1 152     |
| 1970  | 1 630     |
| 1980  | 1 347     |
| 1990  | 1 471     |
| 2000  | 1 702     |
| 2010  | 1 777     |
| 2020  | 2 104     |